# Dirphia tarquinia
Dirphia tarquinia är en fjärilsart som beskrevs av Pieter Cramer 1775. Dirphia tarquinia ingår i släktet Dirphia och familjen påfågelsspinnare. Inga underarter finns listade i Catalogue of Life.

## Bildgalleri

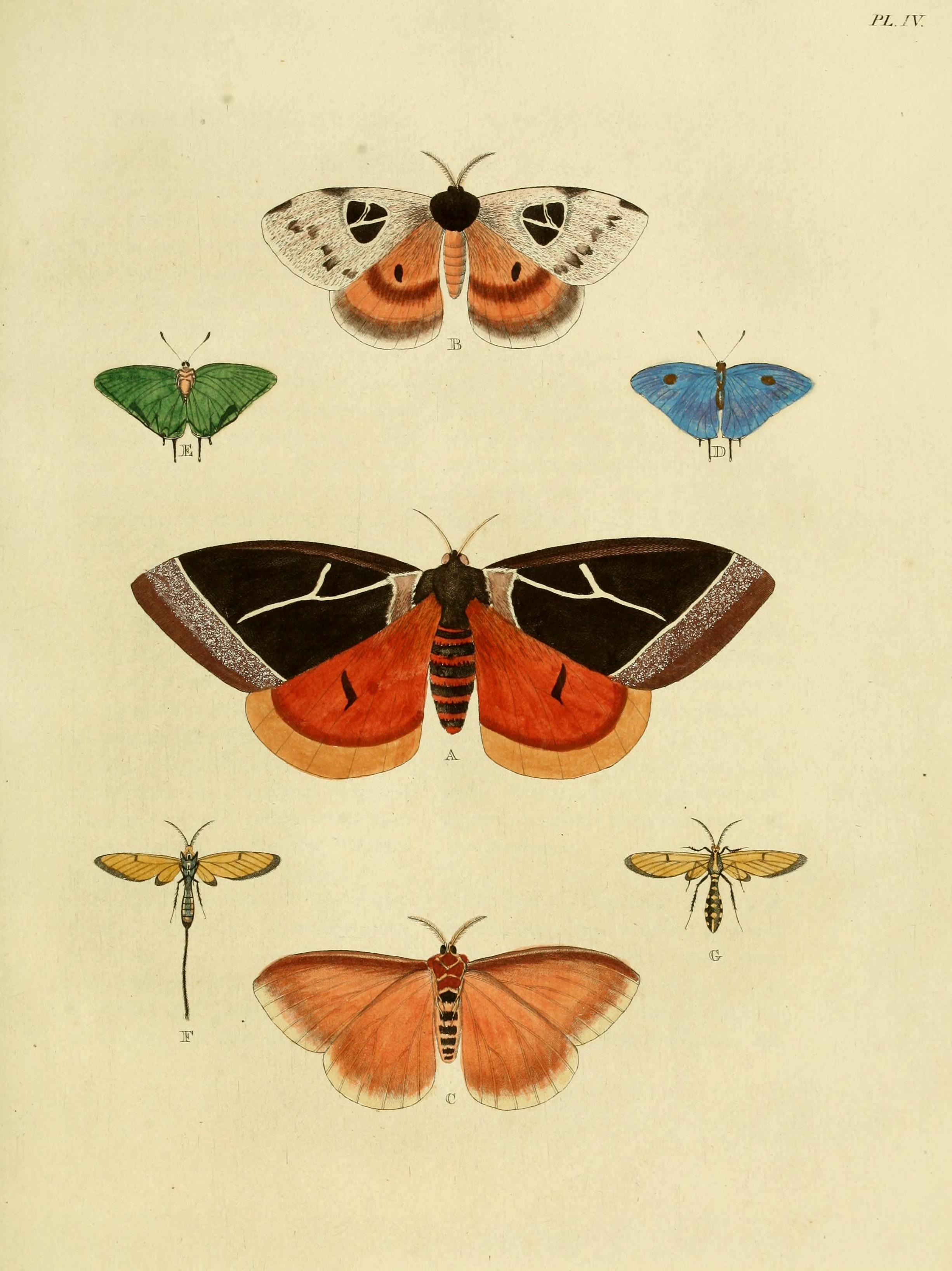
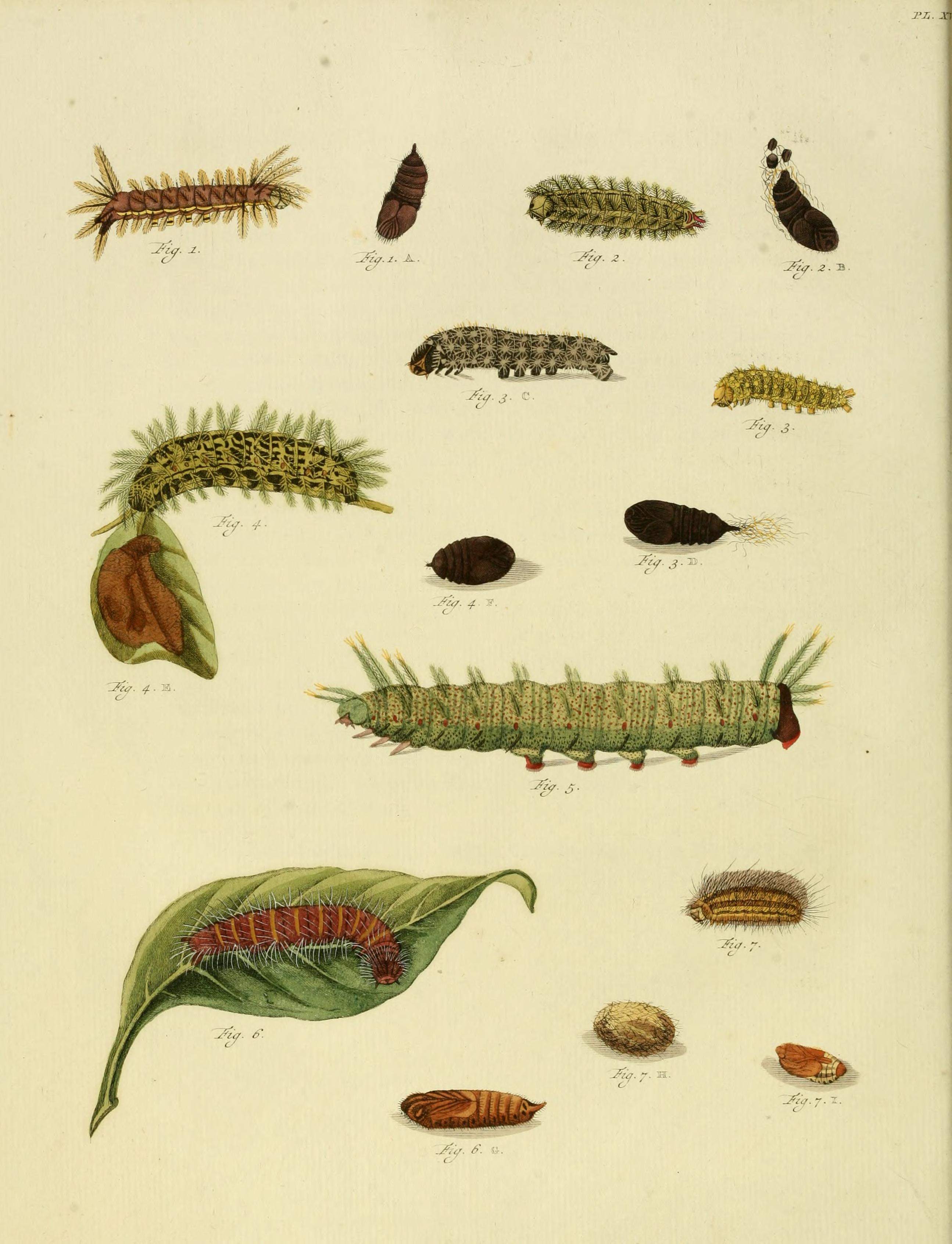
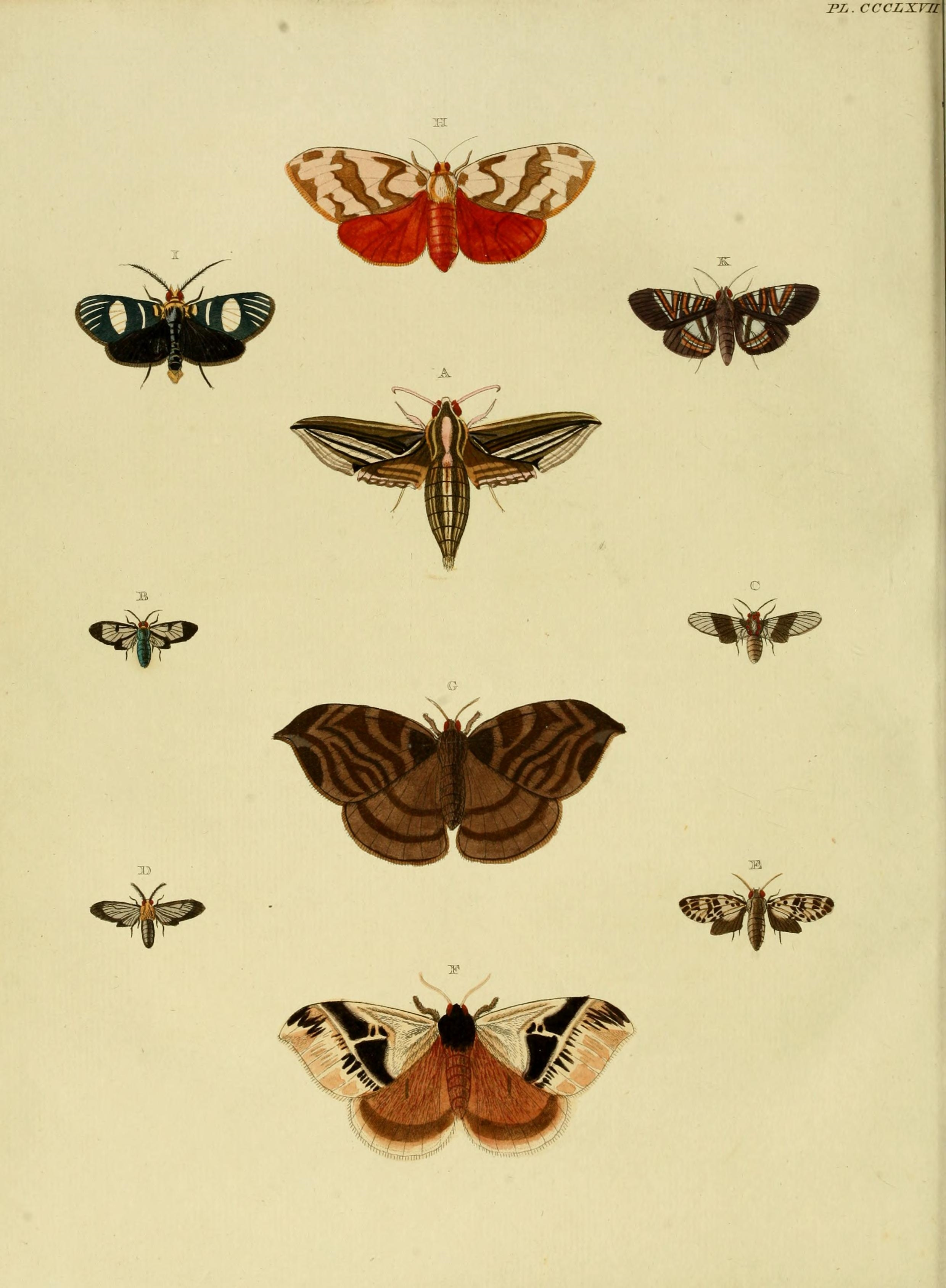